# Prokhindiada, ili Beg na meste
Prokhindiada, ili Beg na meste (russisk: Прохиндиада, или Бег на месте) er en sovjetisk spillefilm fra 1984 af Viktor Tregubovitj.

## Medvirkende
- Aleksandr Kaljagin som San Sanytj Ljubomudrov
- Ljudmila Gurtjenko som Jekaterina Ivanovna
- Tatjana Dogileva som Marina
- Irina Dymtjenko som Natasja
- Viktor Zozulin som Viktor Viktorovitj